# Ivanka Matić
Ivanka Matić (in serbo Ивaнкa Мaтић?; Vlasenica, 29 maggio 1979) è un'ex cestista serba, fino al 2002 jugoslava.

## Carriera
Ha disputato i Campionati mondiali del 2002 con la Jugoslavia, i Campionati europei del 2005 con la Serbia e Montenegro e i Campionati europei del 2013 con la Serbia.